# کلیسای جامع مریم مقدس (توکیو)

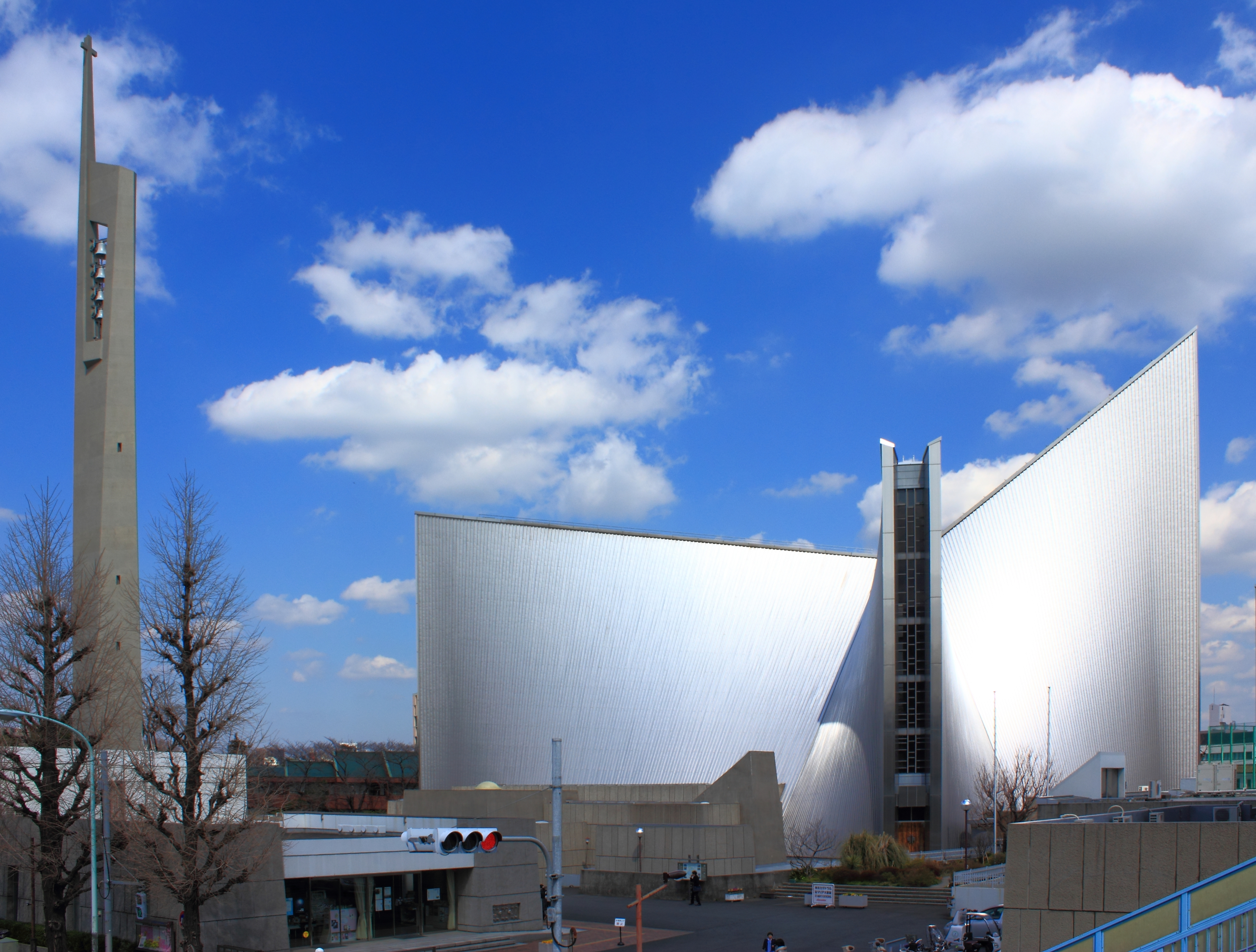
کلیسای جامع مریم مقدس (توکیو)

کلیسای جامع مریم مقدس (東京カテドラル聖マリア大聖堂) یک کلیسای جامع کاتولیک است که در بونکئو، توکیو، ژاپن قرار دارد.
کلیسای اصلی آن در سال ۱۸۹۹ چوبی و بر اساس معماری گوتیک بود که در خلال جنگ جهانی دوم سوخت. اما کلیسای کنونی توسط کنزو تانگه طراحی شد و در سال ۱۹۶۱ در مسابقه طراحی بازسازی بنا برنده‌شد.